# 408 Fama
Fama (asteroide 408) é um asteroide da cintura principal com um diâmetro de 40,81 quilómetros, a 2,7334708 UA. Possui uma excentricidade de 0,1377184 e um período orbital de 2 061,54 dias (5,65 anos).
Fama tem uma velocidade orbital média de 16,72861879 km/s e uma inclinação de 9,10233º.
Esse asteroide foi descoberto em 13 de Outubro de 1895 por Max Wolf.